# Waldemar Hau
Pour les articles homonymes, voir Hau.
Waldemar Hau (en russe : Владимир Иванович Гау ; 16 février 1816 à Tallinn - 23 mars 1895 à Saint-Pétersbourg) est un portraitiste germano-balte qui travaille dans le style Biedermeier.

## Vie et Œuvre
Fils du peintre Johannes Hau (1771-1838), qui avait émigré du nord de l'Allemagne en 1795, Waldemar grandit dans la communauté allemande de Tallinn. Son demi-frère est le peintre Eduard Hau. En plus de sa formation chez son père, il a comme maître l'ancien peintre de la cour Karl von Kügelgen.
À l'âge de seize ans, il peint le portrait de la Grande Duchesse et reçoit une lettre de recommandation pour étudier auprès d'Alexander Sauerweid, professeur à l'Académie impériale des Beaux-Arts. De 1833 à 1835, Waldemar est « étudiant invité » à l'Académie. Il travaille comme peintre indépendant pendant trois ans, et voyage ensuite en Italie et en Allemagne durant deux années. À son retour à Saint-Pétersbourg, il est nommé peintre de la cour. Pendant les trente années suivantes, il peint la famille royale et la noblesse russe. Il est nommé membre de l'Académie en 1849.
Parmi ses œuvres les plus célèbres figurent les portraits du Tsar Nicolas Ier et de la Tsarine Alexandra Feodorovna. Il peint également les membres de la famille royale ainsi que les personnages en vue de la société russe et germano-balte, tels que le linguiste Ferdinand Johann Wiedemann et Natalia Nikolaïevna Gontcharova, épouse du poète Alexandre Pouchkine. Il exécute aussi près de deux-cents portraits miniatures des vétérans du régiment Izmaïlovski.

## Quelques portraits

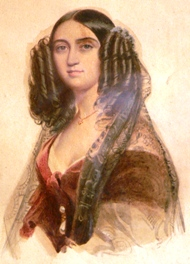
Comtesse Yuliya Samoylova (1840)
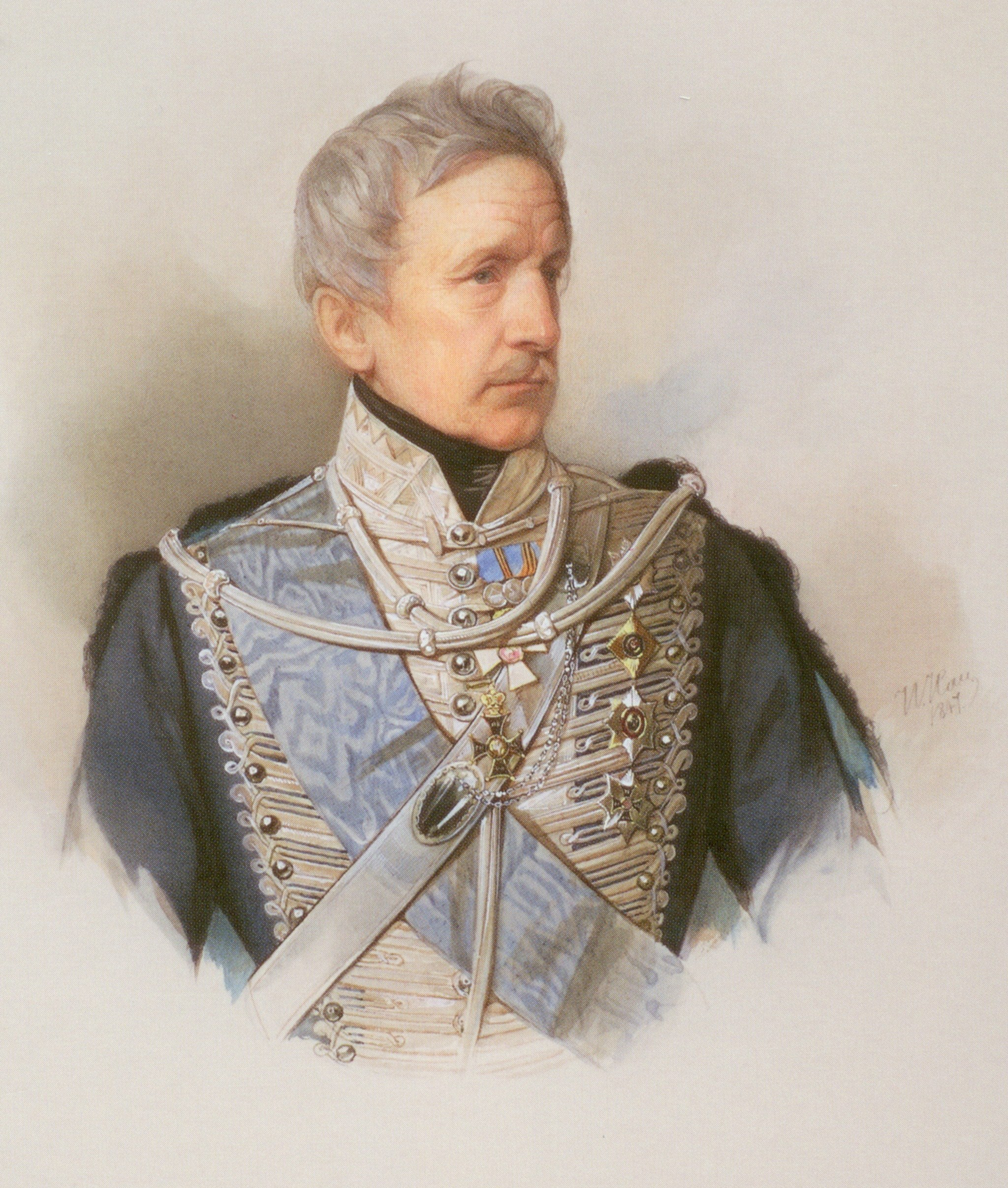
Peter von der Pahlen (1847)
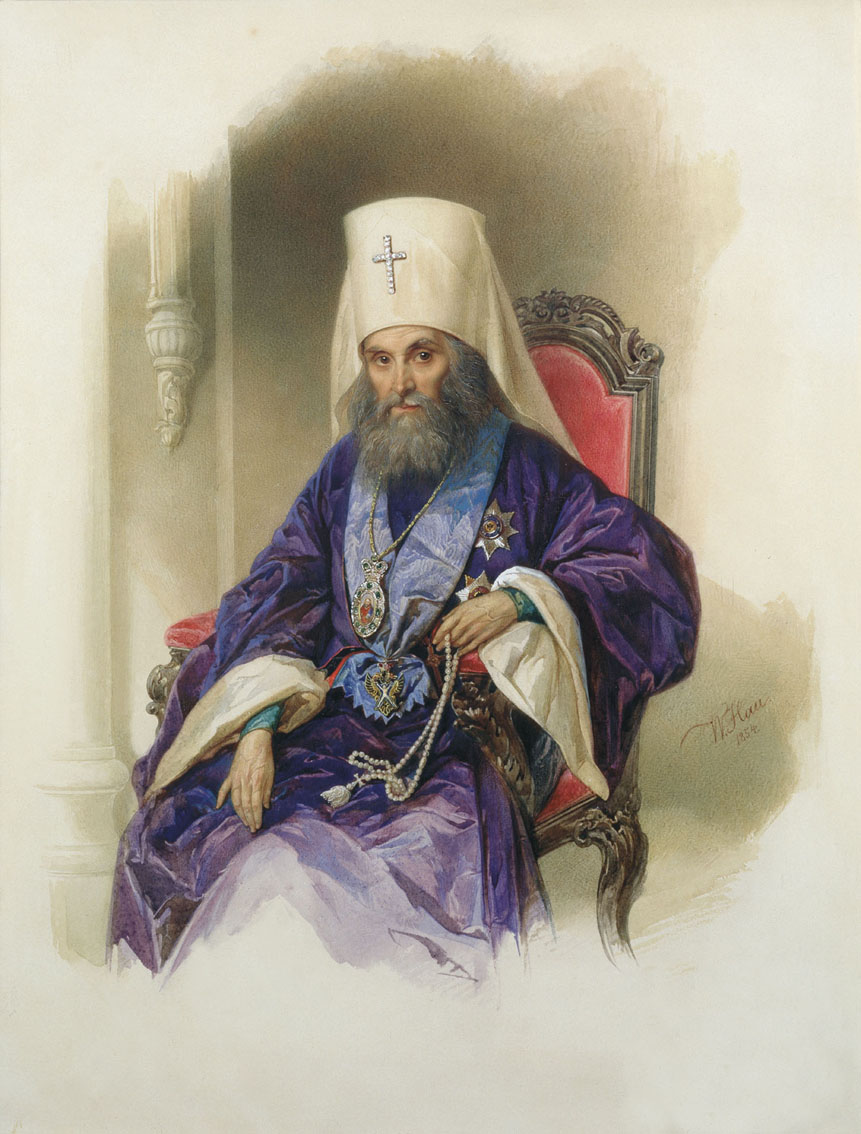
Le métropolite de Moscou, Philarète Drozdov (1854)
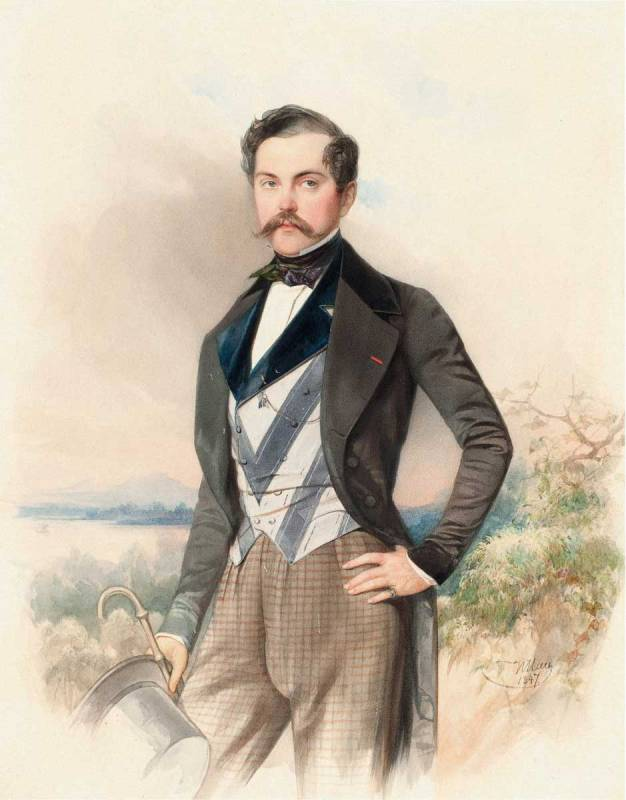
Comte Nikolaï Adlerberg (1847)